# Unbreakable (cântec de Alicia Keys)
Unbreakable este primul disc single extras de pe albumul în concert, al cântăreței de origine americană, Alicia Keys. A fost lansat în luna octombrie. Fiind susținut de o campanie de promovare adiacentă, cântecul a câștigat poziția cu numărul treizeci și patru în ierarhia Billboard Hot 100. Unbreakable a reprezentat o dezamăgire din punct de vedere al clasării în topuri, deoarece este primul single de după How Come You Don't Call Me care a ratat topul 20 în cadrul Billboard pop 100, dar a fost un mare succes în topul Billboard Hot R&B/Hip-Hop Songs, unde a atins poziția cu numărul patru.

## Producere
La producerea acestuia au contribuit Kanye West, Harold Lilly, Garry Glenn și Alicia însăși. Acest single are o parte instrumentală complexă, incluzând diverse instrumente muzicale.

## Videoclip
Pentru acest single există două videoclipuri oficiale.
Prima versiune este o parte din DVD-ul Unplugged, în care Alicia cântă această melodie, iar în cea de-a doua versiune Keys este surprinsă într-o suburbie în care începe să cânte această piesă alături de formația sa. În acest clip sunt surprinse și problemele unui colectiv format din oameni de culoare.